# Opsterland
Opsterland (uitspraakⓘ; Fries: Opsterlân (uitspraakⓘ)) is een gemeente in de Nederlandse provincie Friesland. De gemeente telt 30.056 inwoners (1 januari 2024, bron: CBS) en heeft een oppervlakte van 227,68 km².

## Geschiedenis
De "vuistbijl van Wijnjeterp", in 1939 gevonden door Hein van der Vliet uit Lippenhuizen, bewijst dat meer dan 150.000 jaar voor Chr. al de voorloper van de moderne mensen, de Neanderthaler, in Opsterland rondtrok. Het duurde dan tot zo`n 15.000 jaar voor Chr. voordat weer iets wordt vernomen van menselijke aanwezigheid, jagers-verzamelaars van de Hamburgcultuur hadden kampementen bij Ureterp en Bakkeveen.

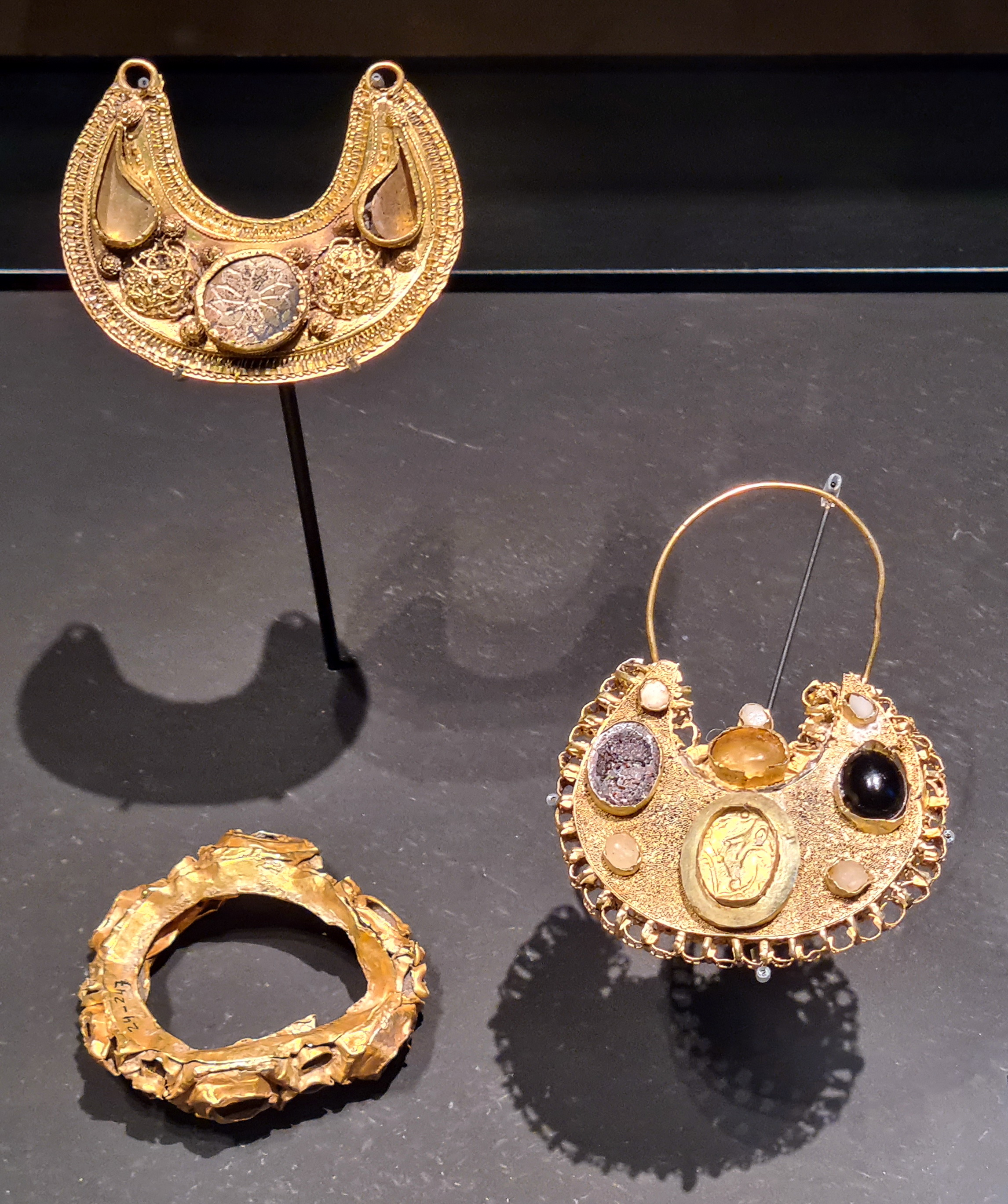
Gouden oorhangers en stafversiering (ca. 1000-1050), gevonden in Opsterland en het West-Friese Schellinkhout

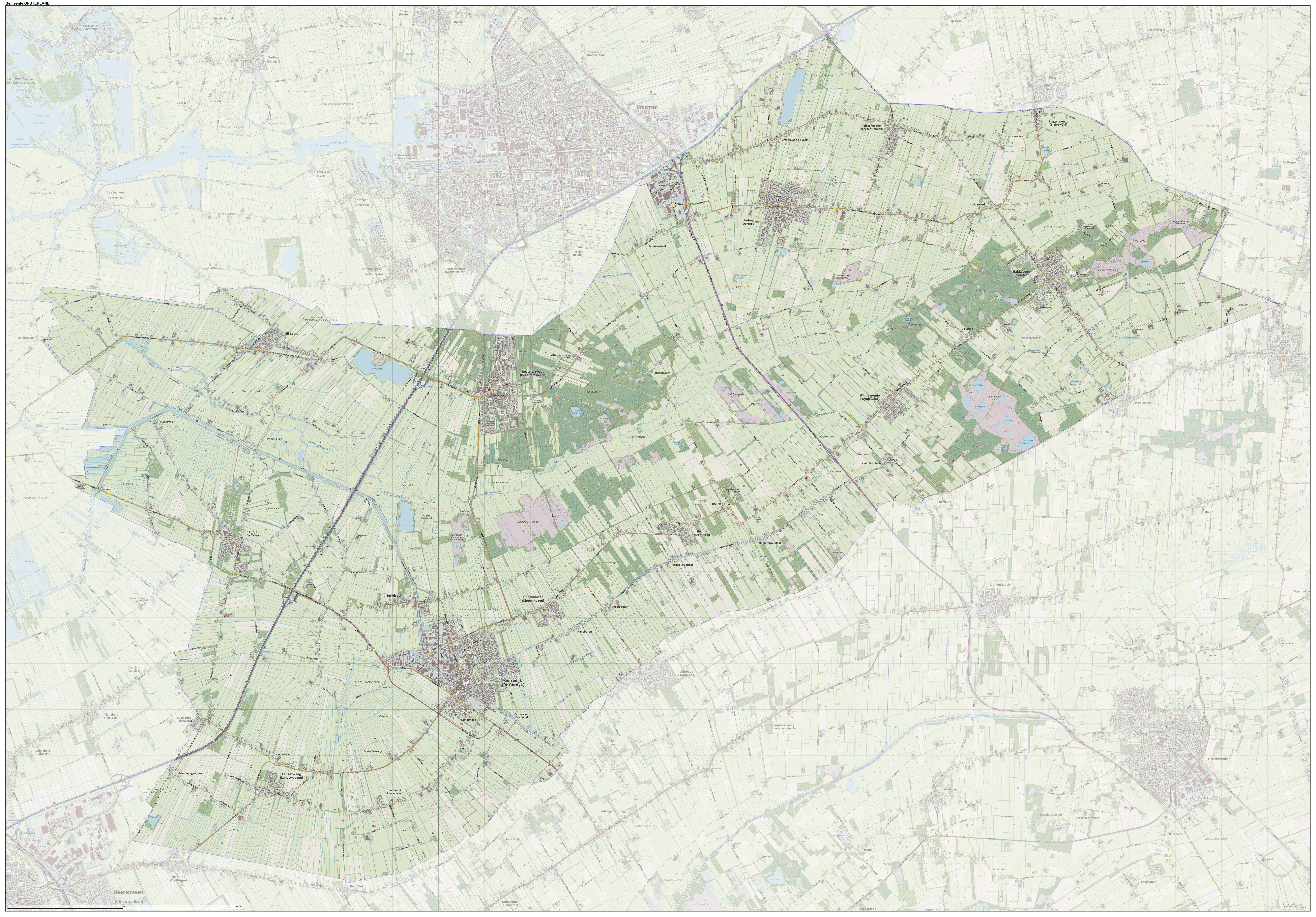
Topografische gemeentekaart van Opsterland, september 2023

Vanaf die tijd volgen de culturen elkaar op, waarvan allerlei stenen gereedschappen, een enkel bronzen voorwerp en scherven aardewerk te zien zijn in het Fries Museum te Leeuwarden. Museum Opsterland te Gorredijk heeft naast de vuistbijl van Wijnjeterp onder andere zwerfstenen en artefacten in de vaste tentoonstelling over geologie en archeologie.
Een groot deel van de dorpen in Opsterland wordt voor het eerst genoemd in een lijst uit 1315 en blijkt dan over een kapel te beschikken; het betreft Beets (Beke), Beetsterzwaag (Suagh), Ureterp (Urathorp), Olterterp (Utrathorp), Siegerswoude (Sigerswalde), Bakkeveen (Batkenvene), Wijnjeterp (Weningawalde), Hemrik (Hemericke), Lippenhuizen (Luppingahusum), Terwispel (Wispolia), Kortezwaag (Urasuagh), Langezwaag (Utresuagh), Luxwoude (Lukeswalde) en het later verdwenen Rijp (Rijp).
De naam Opsterland komt men voor het eerst tegen in 1395, al is het in een wat andere vorm dan heden ten dage, namelijk. Upsateraland. Up is "op" en sater is "zitten op", de hoog wonende mensen op het zand. Ook de naam Superhaudmare komt voor in de 14e eeuw als aanduiding voor deze streek. Vrij vertaald betekent dit boven-hoofd-stromen. Die hoofdstroom is de rivier de Boorne, die het hart van Opsterland vormt en beter bekend is als het Ouddiep (It Alddjip), en ook wel Koningsdiep wordt genoemd. Het hedendaagse Opsterland kenmerkt zich onder andere door de fraaie bossen rond Beetsterzwaag, Olterterp, Wijnjewoude en Bakkeveen. Maar karakteristiek voor het Opsterland van zo`n 200 à 250 jaren geleden zijn die bossen niet.

## Plaatsen en taal
De gemeente Opsterland telt zestien officiële kernen (dorpen). De hoofdplaats is Beetsterzwaag. De dorpen kennen twee namen, een Nederlandse en een Friese. In de kleine en middelgrote kernen is Fries de voertaal, al is de laatste decennia het gebruik van het Nederlands door import en taalwisseling toegenomen.

### Dorpen
Aantal inwoners per dorpsgebied op 1 januari 2023:
| Nederlandse naam | Friese naam    | Inwoners |
| ---------------- | -------------- | -------- |
| Gorredijk        | De Gordyk      | 7.430    |
| Ureterp          | Oerterp        | 4.890    |
| Beetsterzwaag    | Beetstersweach | 3.685    |
| Wijnjewoude      | Wynjewâld      | 2.130    |
| Bakkeveen        | Bakkefean      | 1.890    |
| Nij Beets        | Nij Beets      | 1.660    |
| Tijnje           | De Tynje       | 1.605    |
| Lippenhuizen     | Lippenhuzen    | 1.320    |
| Langezwaag       | Langsweagen    | 1.055    |
| Terwispel        | Terwispel      | 1.015    |
| Frieschepalen    | Fryske Peallen | 990      |
| Siegerswoude     | Sigerswâld     | 845      |
| Hemrik           | De Himrik      | 755      |
| Luxwoude         | Lúkswâld       | 430      |
| Jonkersland      | Jonkerslân     | 275      |
| Olterterp        | Olterterp      | 70       |
| Drachten-Azeven  | Drachten-Asân  | 0        |

### Buurtschappen
Naast deze officiële kernen bevinden zich in de gemeente de volgende buurtschappen:
| - Allardsoog (Allardseach) (deels) - Oud Beets (Ald Beets) - Haneburen (Hanebuorren) - Hanebuurt (De Hanebuert) - Heidehuizen (Heidehuzen) - Hemrikerverlaat (Himrikerfallaat) | - Klein Groningen (Lyts Grins) - Kortezwaag (Koartsweagen) - Kooibos (De Koaibosk) - Moskou (deels) - Nieuwe Vaart (Nije Feart) - Oosterend (Easterein) | - Petersburg (Petersburch) (deels) - Rolbrug (Rolbrêge) - Selmien - Sparjebird (Sparjeburd) - Uilesprong (De Ulesprong) - Ureterp aan de Vaart (Oerterp oan de Feart) | - Voorwerk (Foarwurk) - Vosseburen (Foskebuorren) - Welgelegen (deels) - Wijngaarden (De Wyngaarden) - Wijnjeterpverlaat (Weinterpfallaat) |

## Politiek en bestuur

### Gemeenteraad
De gemeenteraad van Opsterland bestaat uit 21 zetels. Hieronder staat de samenstelling van de gemeenteraad sinds 1998:
| Partij             | 1998 | 2002 | 2006 | 2010 | 2014 | 2018 | 2022 |
| ------------------ | ---- | ---- | ---- | ---- | ---- | ---- | ---- |
| Opsterlands Belang | 4    | 6    | 6    | 6*   | 6    | 6    | 5    |
| FNP                | 1    | 1    | 1    | -    | 1    | 1    | 3    |
| PvdA               | 6    | 5    | 7    | 5    | 4    | 3    | 3    |
| CDA                | 5    | 4    | 3    | 4    | 3    | 3    | 3    |
| ChristenUnie       | 1    | 2    | 2    | 2    | 2    | 2    | 2    |
| GroenLinks         | -    | -    | 1    | 2    | 1    | 2    | 2    |
| VVD                | 2    | 2    | 1    | 2    | 2    | 2    | 2    |
| D66                | 1    | -    | -    | 1    | 1    | 1    | 1    |
| LBO / BAS          | -    | -    | -    | 1    | 1    | 1    | -    |
| Totaal             | 21   | 21   | 21   | 23   | 21   | 21   | 21   |

De coalitie voor de periode 2022 - 2026 bestaat uit Opsterlands Belang, FNP, ChristenUnie en de PvdA. Deze partijen vertegenwoordigen 13 van de 21 raadszetels.

### College van B&W
Het college van burgemeester en wethouders bestaat per september 2023 uit:
- Burgemeester Andries Bouwman (ChristenUnie, vanaf september 2023)
- Wethouder Marcel van Opzeeland (Opsterlands Belang, vanaf september 2023)
- Wethouder Durk Durksz (FNP)
- Wethouder Libbe de Vries (PvdA)
- Wethouder Rob Jonkman (ChristenUnie)

### Tweede Kamerverkiezingen
| Stemgedrag Opsterland Tweede Kamerverkiezingen | Stemgedrag Opsterland Tweede Kamerverkiezingen | Stemgedrag Opsterland Tweede Kamerverkiezingen | Stemgedrag Opsterland Tweede Kamerverkiezingen | Stemgedrag Opsterland Tweede Kamerverkiezingen | Stemgedrag Opsterland Tweede Kamerverkiezingen | Stemgedrag Opsterland Tweede Kamerverkiezingen | Stemgedrag Opsterland Tweede Kamerverkiezingen | Stemgedrag Opsterland Tweede Kamerverkiezingen | Stemgedrag Opsterland Tweede Kamerverkiezingen | Stemgedrag Opsterland Tweede Kamerverkiezingen | Stemgedrag Opsterland Tweede Kamerverkiezingen | Stemgedrag Opsterland Tweede Kamerverkiezingen | Stemgedrag Opsterland Tweede Kamerverkiezingen | Stemgedrag Opsterland Tweede Kamerverkiezingen |
| ---------------------------------------------- | ---------------------------------------------- | ---------------------------------------------- | ---------------------------------------------- | ---------------------------------------------- | ---------------------------------------------- | ---------------------------------------------- | ---------------------------------------------- | ---------------------------------------------- | ---------------------------------------------- | ---------------------------------------------- | ---------------------------------------------- | ---------------------------------------------- | ---------------------------------------------- | ---------------------------------------------- |
| Partij                                         | 1981                                           | 1982                                           | 1986                                           | 1989                                           | 1994                                           | 1998                                           | 2002                                           | 2003                                           | 2006                                           | 2010                                           | 2012                                           | 2017                                           | 2021                                           | 2023                                           |
| LPF* / PVV                                     | --                                             | --                                             | --                                             | --                                             | --                                             | --                                             | 10,8%*                                         | --                                             | 2,4%                                           | 9,3%                                           | 6,0%                                           | 9,4%                                           | 9,4%                                           | 23,1%                                          |
| Nieuw Sociaal Contract                         | --                                             | --                                             | --                                             | --                                             | --                                             | --                                             | --                                             | --                                             | --                                             | --                                             | --                                             | --                                             | --                                             | 15,5%                                          |
| GroenLinks-PvdA                                | --                                             | --                                             | --                                             | --                                             | --                                             | --                                             | --                                             | --                                             | --                                             | --                                             | --                                             | --                                             | --                                             | 14,1%                                          |
| BBB                                            | --                                             | --                                             | --                                             | --                                             | --                                             | --                                             | --                                             | --                                             | --                                             | --                                             | --                                             | --                                             | 3,5%                                           | 10,8%                                          |
| VVD                                            | 12,8%                                          | 17,2%                                          | 13,8%                                          | 12,2%                                          | 14,8%                                          | 16,1%                                          | 13,5%                                          | 13,4%                                          | 11,4%                                          | 15,6%                                          | 19,2%                                          | 17,1%                                          | 16,8%                                          | 10,5%                                          |
| CDA                                            | 22,4%                                          | 21,5%                                          | 24,7%                                          | 25,1%                                          | 21,2%                                          | 21,1%                                          | 26,4%                                          | 26,3%                                          | 23,2%                                          | 15,4%                                          | 11,5%                                          | 16,7%                                          | 13,1%                                          | 4,8%                                           |
| D66                                            | 9,1%                                           | 3,0%                                           | 4,5%                                           | 5,6%                                           | 11,9%                                          | 7,6%                                           | 4,3%                                           | 2,9%                                           | 1,3%                                           | 4,4%                                           | 5,1%                                           | 9,9%                                           | 12,1%                                          | 4,4%                                           |
| ChristenUnie                                   | --                                             | --                                             | --                                             | --                                             | --                                             | --                                             | 6,4%                                           | 5,2%                                           | 8,1%                                           | 7,7%                                           | 7,3%                                           | 7,3%                                           | 7,0%                                           | 4,1%                                           |
| SP                                             | 0,0%                                           | 0,0%                                           | 0,1%                                           | 0,0%                                           | 0,6%                                           | 3,4%                                           | 5,7%                                           | 5,9%                                           | 16,9%                                          | 11,3%                                          | 9,6%                                           | 11,9%                                          | 7,7%                                           | 3,7%                                           |
| FVD                                            | --                                             | --                                             | --                                             | --                                             | --                                             | --                                             | --                                             | --                                             | --                                             | --                                             | --                                             | 1,3%                                           | 6,5%                                           | 2,6%                                           |
| PvdD                                           | --                                             | --                                             | --                                             | --                                             | --                                             | --                                             | --                                             | 0,2%                                           | 1,2%                                           | 0,9%                                           | 1,3%                                           | 2,5%                                           | 3,2%                                           | 1,6%                                           |
| SGP                                            | 0,4%                                           | 0,2%                                           | 0,3%                                           | 0,4%                                           | 0,4%                                           | 0,4%                                           | 0,6%                                           | 0,6%                                           | 0,6%                                           | 0,8%                                           | 1,3%                                           | 1,4%                                           | 1,5%                                           | 1,6%                                           |
| Volt                                           | --                                             | --                                             | --                                             | --                                             | --                                             | --                                             | --                                             | --                                             | --                                             | --                                             | --                                             | --                                             | 1,2%                                           | 0,8%                                           |
| JA21                                           | --                                             | --                                             | --                                             | --                                             | --                                             | --                                             | --                                             | --                                             | --                                             | --                                             | --                                             | --                                             | 2,0%                                           | 0,5%                                           |
| 50+                                            | --                                             | --                                             | --                                             | --                                             | --                                             | --                                             | --                                             | --                                             | --                                             | --                                             | 0,8%                                           | 2,6%                                           | 0,8%                                           | 0,4%                                           |
| PvdA                                           | 40,6%                                          | 44,2%                                          | 46,7%                                          | 45,6%                                          | 35,1%                                          | 36,6%                                          | 23,7%                                          | 36,5%                                          | 30,6%                                          | 27,0%                                          | 34,8%                                          | 9,7%                                           | 9,7%                                           | --                                             |
| GroenLinks                                     | --                                             | --                                             | 3,3%                                           | 4,2%                                           | 3,5%                                           | 6,4%                                           | 6,7%                                           | 4,7%                                           | 3,8%                                           | 6,5%                                           | 2,2%                                           | 8,4%                                           | 3,8%                                           | --                                             |
| Opkomstpercentage                              | 90,4%                                          | 88,1%                                          | 90,5%                                          | 87,8%                                          | 82,3%                                          | 79,2%                                          | 82,4%                                          | 85,1%                                          | 84,5%                                          | 77,2%                                          | 77,7%                                          | 82,5%                                          | 80,6%                                          | 82,5%                                          |

## Monumenten
In de gemeente zijn er een aantal rijksmonumenten en oorlogsmonumenten, zie:
- Lijst van rijksmonumenten in Opsterland
- Lijst van oorlogsmonumenten in Opsterland

## Geboren in Opsterland
- Dirkje Postma (1951), hoogleraar Pathofysiologie en winnares van de Aletta Jacobsprijs 1995
- S.A. Veenstra (1893-1981), architect
- Gerrit Roorda (1890-1977), politicus, Fries statenlid
- Foppe de Haan (Lippenhuizen, 26 juni 1943), voetbaltrainer van o.a. sc Heerenveen

## Zusterplaatsen
- Raänana (Israël)
- Beit Sahour (Palestina)

## Aangrenzende gemeenten
| Aangrenzende gemeenten | Aangrenzende gemeenten | Aangrenzende gemeenten | Aangrenzende gemeenten | Aangrenzende gemeenten |
| ---------------------- | ---------------------- | ---------------------- | ---------------------- | ---------------------- |
|                        |                        | Smallingerland         |                        | Westerkwartier (Gr)    |
|                        |                        |                        |                        |                        |
|                        |                        |                        |                        |                        |
|                        |                        |                        |                        |                        |
| Heerenveen             |                        | Ooststellingwerf       |                        | Noordenveld (Dr)       |

Dorpen: Bakkeveen · Beetsterzwaag · Drachten-Azeven · Frieschepalen · Gorredijk · Hemrik · Jonkersland · Langezwaag · Lippenhuizen · Luxwoude · Nij Beets · Olterterp · Siegerswoude · Terwispel · Tijnje · Ureterp · Waskemeer (klein deel) · Wijnjewoude

Buurtschappen: Allardsoog (deels) · Haneburen · Hanebuurt · Heidehuizen · Hemrikerverlaat · Klein Groningen · Kooibos · Kortezwaag · Moskou (deels) · Nieuwe Vaart · Oosterend · Oud Beets · Petersburg (deels) · Rolbrug · Selmien · Sparjebird · Uilesprong · Ureterp aan de Vaart · Voorwerk · Vosseburen · Welgelegen (deels) · Wijngaarden · Wijnjeterpverlaat

Friesland: Steden en dorpen      Nederland: Provincies · Gemeenten
Achtkarspelen · Ameland · Dantumadeel · De Friese Meren · Harlingen · Heerenveen · Leeuwarden · Noardeast-Fryslân · Ooststellingwerf · Opsterland · Schiermonnikoog · Smallingerland · Súdwest-Fryslân · Terschelling · Tietjerksteradeel · Vlieland ·  Waadhoeke · Weststellingwerf

Steden en dorpen · Voormalige gemeenten · Nederland: Provincies · Gemeenten